# Йонна пара
Йонна пара (рос. ионная пара, англ. ion pair) —
- 1. Система, що складається з двох різнойменно заряджених йонів з загальною сольватною оболонкою, час життя якої настільки великий, що вона поводиться як єдина структура (при дослідженнях кінетичних, електрохімічних та ін.), стабілізована кулонівськими силами, але без утворення ковалентного зв'язку.
- 2. За Б'єрумом, це система з протилежно заряджених йонів з центрами розташованими на відстані (q) меншій, ніж та, що визначається рівнянням: q= 8,36×106z+z−/(εT) пм, де z+, z− — зарядові числа йонів, ε — діелектрична стала (відносна проникність), T — термодинамічна температура.